# Gyulai Farkas
Gyulai Farkas (? – Pozsony, 1550. január 24.) magyar katolikus főpap.

## Életútja
A nemes családból származó Gyulait 1548. november végén nevezte ki zágrábi püspökké I. Ferdinánd magyar király, akit 1549. február 24-én iktatták be nagy pompával. 1550-ben részt vett a pozsonyi országgyűlésen, ahol meghalt. A zágrábi székesegyházban temették el (február 10.). Gyöngyökkel díszített mitrája a székesegyházra maradt.
Utóda 1550. július 4-étől Gregoriancz Pál.